# Aeropuerto de Colorado Springs
El Aeropuerto de Colorado Springs (en inglés: Colorado Springs Airport) (IATA: COS, OACI: KCOS, FAA LID: COS), también conocido como Aeropuerto Municipal de la Ciudad de Colorado Springs, es un aeropuerto civil-militar público propiedad de la ciudad 9.7 km (6 millas) al sureste del centro de Colorado Springs, en el condado de El Paso, Colorado, Estados Unidos. Es el segundo aeropuerto de servicio comercial más transitado del estado después del Aeropuerto Internacional de Denver. La Base de la Fuerza Espacial Peterson, que se encuentra en el lado norte de la pista 13/31, es un inquilino del aeropuerto.

## Instalaciones
El aeropuerto cubre 2,900 ha (7,200 acres) y tiene tres pistas pavimentadas: 17L/35R, 4,115 m × 46 m (13,501 pies × 150 pies) de largo, 17R/35L, 3,360 m × 46 m (11,022 pies × 150 pies) y 31/13, 2520 m × 46 m (8269 pies × 150 pies).

### Ubicación y acceso
El aeropuerto está ubicado en el lado este de Colorado Springs, accesible por Milton E. Proby Parkway a través de Powers Boulevard/SH 21. Milton E. Proby Parkway recorre el aeropuerto hacia el norte hasta la terminal, con salidas para estacionamiento de largo y corto plazo y devolución de autos de alquiler, y finalmente se divide en un área superior de salidas y un área inferior de llegadas al este de la terminal. El camino converge nuevamente en el lado oeste de la terminal y corre hacia el sur, unido por caminos de acceso, salidas de estacionamientos y salidas de autos de alquiler. También hay una salida para regresar a la terminal a través de la entrada del aeropuerto en dirección norte.
Milton E. Proby Parkway también brinda acceso a otras instalaciones e inquilinos del aeropuerto, incluido un edificio de Northrop Grumman y un centro de distribución de Amazon a través de Peak Innovation Parkway.
Powers Boulevard/SH 21, una autopista principal en el condado de El Paso, corre al oeste del aeropuerto y brinda fácil acceso a hangares de aviación general y privada, instalaciones de mantenimiento (incluido el hangar SkyWest) y FBO's (Cutter Aviation, jetCenter y el Complejo Hangar J.H.W.). La autopista también brinda acceso norte-sur a la región de Colorado Springs y Falcon (a través de la autopista 24).

### Información de la terminal y puertas
El aeropuerto de Colorado Springs tiene una terminal con dos salas. Sin embargo, solo una, la sala más grande que alberga las puertas 1 a 12, se ha puesto alguna vez en uso comercial; la segunda sala vestíbulo (llamada sala de Western Pacific Airlines) contiene las puertas 14 a 18 (no hay puerta 13) y ahora se usa principalmente para reuniones. El acceso entre los vestíbulos requiere salir del área segura, caminar a través de la terminal principal y recorrer un largo pasillo. No hay acceso público a estas puertas. Con el anuncio de la adición de 12 puertas a la terminal existente, el aeropuerto planea demoler las puertas 14 a 18, ya que se acercan al final de su vida útil.

## Aerolíneas y destinos

### Pasajeros
| Aerolíneas         | Destinos |
| ------------------ | --- |
| Allegiant Air      | Phoenix/Mesa, Orange County, San Petersburgo/Clearwater                                                                                 |
| American Airlines  | Dallas/Fort Worth |
| American Eagle     | Chicago–O'Hare, Dallas/Fort Worth |
| Delta Air Lines    | Atlanta Estacional: Mineápolis/St. Paul                                                                                                 |
| Delta Connection   | Salt Lake City |
| Southwest Airlines | Baltimore, Chicago–Midway, Dallas–Love, Denver, Las Vegas, Phoenix–Sky Harbor Estacional: Cancún, Houston–Hobby, San Antonio, San Diego |
| United Airlines    | Denver Estacional: Chicago–O'Hare |
| United Express     | Chicago–O'Hare, Denver, Houston–Intercontinental                                                                                        |

### Carga
| Aerolíneas    | Destinos                                         |
| ------------- | ------------------------------------------------ |
| FedEx Express | Grand Junction, Memphis, Ontario, San Bernardino |

### Destinos internacionales
Se ofrece servicio a 1 destino internacional (estacional), a cargo de 1 aerolínea.
| México 1 destino [estacional], 1 aerolínea)        |                                    |                                 |
| Cancún                                             | Aeropuerto Internacional de Cancún | Southwest Airlines (Estacional) |
| Total: 1 destino (estacional), 1 país, 1 aerolínea |                                    |                                 |

## Estadísticas

### Tráfico anual

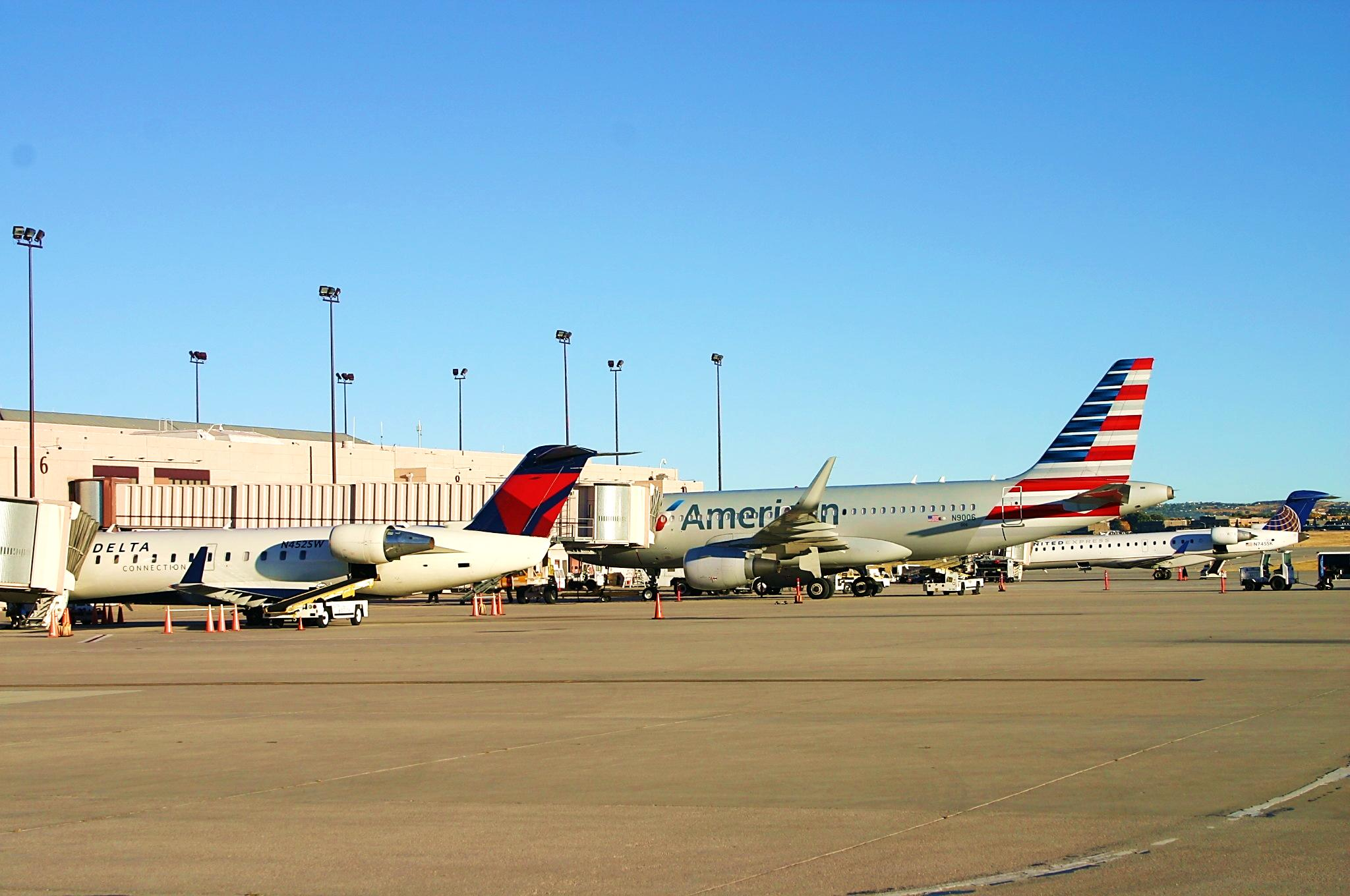
Aviones en el aeropuerto.

Ver fuente y consulta Wikidata.
| Año  | Pasajeros | % Cambio |
| ---- | --------- | -------- |
| 2017 | 1,674,947 | —        |
| 2018 | 1,725,037 | 3.0%     |
| 2019 | 1,671,757 | 3.1%     |
| 2020 | 727,742   | 56.5%    |
| 2021 | 1,864,485 | 11.5%    |
| 2022 | 2,134,618 | 14.5%    |
| 2023 | 2,347,008 | 9.9%     |
| 2024 | 2,473,099 | 5.4%     |